# Omikron: The Nomad Soul
Omikron: The Nomad Soul (nomeado como The Nomad Soul na Europa) é um jogo do gênero aventura desenvolvido para Microsoft Windows e para Dreamcast pela Quantic Dream e publicado em 1999 pela Eidos Interactive. O jogo foi lançado oficialmente em   1 de novembro de 1999 para PC e em 22 de Junho de  2000 para Sega Dreamcast.
The Nomad Soul é passado na cidade de Omikron, uma metrópole populosa do mundo de Phaenon, o segundo planeta no sistema da estrela Rad'an.  No início do jogo, o jogador recebe um pedido do policial Omikroniano Kay'l 669 para sair de sua dimensão e entrar na dimensão do jogo, usando o corpo de Kay'l como hospedeiro. Depois de concordar com a troca de corpos, o jogador passa a investigar uma série de assassinatos misteriosos do caso em que Kay'l e seu parceiro Den estavam trabalhando.

## Jogabilidade
O jogo combina mecanismos de três tipos de jogos: jogo em primeira pessoa, com arma e tiros, lutas e elementos de  aventura, com mistérios e quebra-cabeças complexos.

## Enredo
O primeiro setor da cidade a ser investigado é Anekbah. O jogador descobre informações que sugerem que o assassino não seria humano, e sim, um demônio. Assim que o jogador encontra membros de uma resistência secreta rebelde ao governo, as informações começam a fluir com mais velocidade. O jogador precisa resolver diversos quebra-cabeças e enfrentar lutas físicas com demônios para receber informações adicionais de como passar de uma área da cidade para a outra. A troca de hospedeiro ou reencarnação em outro personagem é uma das chaves para resolver as fases do jogo.